# Keng Vannsak
Keng Vannsak (tiếng Khmer: កេង វ៉ាន់សាក់; 19 tháng 9 năm 1925 – 18 tháng 12 năm 2008) là một học giả, nhà triết học và nhà ngôn ngữ học người Campuchia. Ông đã phát minh ra bàn phím máy đánh chữ Khmer vào năm 1952. Ông đã sống lưu vong ở Paris, Pháp, từ năm 1970 cho đến khi qua đời vào năm 2008. Ông qua đời ở tuổi tám mươi tại bệnh viện Montmorency vùng ngoại ô Paris sau khi mắc một căn bệnh mãn tính.
Ở Campuchia hiện nay, Keng Vannsak được biết đến là một trong những nhân vật có ảnh hưởng đối với các thế hệ học giả và trí thức Campuchia tiếp theo. Ông đã để lại cho mình một di sản văn học, bao gồm hai vở kịch, truyện ngắn, nhiều bài thơ và nghiên cứu của ông từ những năm 1940.

## Tiểu sử
Keng Vannsak chào đời tại một ngôi làng nhỏ ở tỉnh Kampong Cham vào ngày 19 tháng 9 năm 1925, cùng năm khi Pol Pot ra đời. Vannsak đã cố vấn cho Pol Pot khi cả hai đang ở Pháp. Cả hai người đều bày tỏ chia sẻ ý kiến về "người Khmer nguyên thủy", xem Phật giáo và Ấn Độ giáo đã làm ô nhiễm văn hóa gốc Khmer.
Sau khi có bằng tú tài Triết học năm 1946 tại Phnôm Pênh, Vannsak tiếp tục theo đuổi việc học tại Paris bằng học bổng và làm trợ lý tiếng Khmer tại Trường quốc gia về ngôn ngữ phương Đông (Ecole nationale des Langues Orientales). Trong thời gian học tập, ông đã dành hai năm giảng dạy tiếng Khmer tại Trường Nghiên cứu phương Đông và Châu Phi, Đại học London.
Về sau ông kết hôn với Suzanne Colleville, quốc tịch Pháp, người chia sẻ với anh niềm đam mê ngôn ngữ phương Đông. Cô có bằng tiếng Campuchia, tiếng Lào và tiếng Thái, đồng thời có bằng Khoa học Vật lý tại Đại học Caen, được tiết lộ trong tác phẩm (chưa xuất bản) của Khing Hoc Dy, một cựu sinh viên cũng như là bạn học của Keng Vannsak.

## Sự nghiệp
Năm 1952, ông cùng vợ trở về Campuchia và với bằng cử nhân mà ông có được tại Khoa Văn học và Nhân văn Đại học Paris năm 1951. Sau đó, ông làm giáo viên tại ngôi trường danh giá Lycée Sisowath ở Phnôm Pênh, và quyết định ở lại đây từ năm 1952 đến 1958.
Những người bạn cực đoan nhất bắt đầu xa rời ông. Vannsak ra sức bảo vệ cho Chủ tịch Hội sinh viên Campuchia khi nhóm được mời tham dự "lễ kỷ niệm hòa bình thế giới dành cho thanh niên" ở Berlin, nhưng cuối cùng được yêu cầu không đi cùng nhóm ngay trước khi họ chuẩn bị rời đi.
"Nửa thế kỷ sau, Vannsak vẫn còn nổi cơn thịnh nộ" với ý tưởng đơn giản về chuyện đó, Philip Short nói vậy. Keng Vannsak giải thích với Short rằng những người khác muốn tống khứ ông ấy. Short trích lời ông: "Họ biết rằng tôi không phải là người khó tính như họ. Tôi đã nghĩ quá nhiều. Tôi không phải là người bướng bỉnh và không hành động với chủ nghĩa cuồng tín cũng như một kẻ cực đoan". Ieng Sary, một cựu bạn học cấp ba, người sau này trở thành Bộ trưởng Bộ Ngoại giao của chính phủ Khmer Đỏ, sau đó nói với tôi: "Anh quá nhạy cảm. Anh sẽ không bao giờ là một chính trị gia. Để làm chính trị, anh phải cứng rắn. Anh sẽ không đến đó, anh bạn à. Anh quá đa cảm".

## Niềm tin
Được xem là người phản đối mạnh mẽ với chế độ quân chủ Campuchia, Vannsak cũng được biết đến với vai trò là người cố vấn cho Saloth Sar trẻ tuổi, sau này trở thành Anh trai số một Pol Pot nắm quyền cai trị từ năm 1975 đến 1979. Kết quả là hai triệu người đã bị hành quyết, bỏ đói và làm việc quá sức.

### Một người cố vấn cho sinh viên Campuchia tại Paris
Keng Vannsak trở thành một trong những nhân vật chủ chốt của cộng đồng sinh viên Campuchia tại Paris. Theo mô tả của nhà sử học Philip Short trong cuốn sách có tựa đề "Pol Pot – Anatomy of a Nightmare" (Pol Pot – Giải phẫu cơn ác mộng), trong mùa đông năm 1950, nhiều cuộc họp sinh viên chọn lọc đã diễn ra nhiều lần mỗi tháng tại căn hộ của Keng Vannsak ở Paris để "bàn về tương lai của Campuchia, một đất nước, lần đầu tiên, bị ảnh hưởng trực tiếp bởi cuộc chiến tranh ở Việt Nam". Nhà sử học giải thích rằng các cuộc họp là khởi đầu cho quá trình đào tạo chính trị của Saloth Sar và tham gia nhiều hơn vào các vấn đề chính trị của người Khmer.
Philip Short cũng kể lại chi tiết rằng vào thời điểm đó, chủ nghĩa cộng sản không phải là mối quan tâm chính của họ, và nhớ lại rằng chính Vannsak nhận thức rõ hơn về thực tế chính trị so với hầu hết các sinh viên cùng lớp của mình. Vannsak dường như đã xúc phạm một phụ nữ trẻ người Pháp thuộc giai cấp tư sản có địa vị cao sang khi một năm trước đây, đã mời cô tham gia và dành nguyên buổi chiều tham dự Fête de l'Humanité, do Đảng Cộng sản Pháp tổ chức.
Ông nói: "Tôi không biết đó là một cuộc họp của Cộng sản. Tôi nghĩ đó chỉ là một lễ kỷ niệm dành cho nhân loại, chỉ vậy thôi." Nhóm nghiên cứu của Vannsak đã cố gắng tránh xa các chiêu bài chính trị vì hầu hết các thành viên thích được xem là thuộc về xu hướng tiến bộ.

### Phản đối chương trình Khmer hóa
Các học giả theo định hướng của Vannsak và Pháp đã phản đối chương trình Khmer hóa do Chuon Nath khởi tạo, và chọn một cách khác cho ngôn ngữ họ chuyển từ tiếng Pháp sang từ vựng tiếng Khmer bằng cách phát âm giống nhất có thể với bảng chữ cái tiếng Khmer.

## Di sản
Năm 1952, ông đã phát minh ra bàn phím máy đánh chữ Khmer. Sau khi ông qua đời, Thủ tướng Campuchia Hun Sen bày tỏ sự hối tiếc, nói rằng Campuchia đã mất một trí thức nổi tiếng. Trước khi qua đời, Keng Vansak đã viết một lá thư gửi Thủ tướng Hun Sen để cho ông ấy biết rằng ông muốn đến Campuchia sau nhiều năm ở nước ngoài kể từ thập niên 1970. Những người bạn rất thân của ông nói rằng Vannsak có một mong muốn cuối cùng là được chôn cất "tro cốt" bên trong bảo tháp của mẫu thân ông ở Campuchia.